# 산탄토니노역
산탄토니노역(이탈리아어: Stazione di Sant'Antonino)은 산안토니노(S. Antonino)라고도 하며, 스위스 티치노주의 산탄토니노 시정촌에 있는 기차역이다. 스위스 연방 철도의 표준궤 주비아스코-로카르노선의 중간 정류장이다.

## 운행편
2021년 12월 시간표 변경에 따라 다음 서비스는 산탄토니노에서 정차한다.
- RE80 : 로카르노와 키아소까지 30분 간격 운행, 밀라노 중앙역까지 매시간 운행
- S20 : 로카르노와 카스티오네-아르베도까지 30분 간격 운행